# D4 (Root)
Das D4 Business Village Luzern (vormals D4 Business Center) ist ein Geschäftsstandort in den Gebieten Längenbold und Oberfeld der Gemeinde Root mit über 100 Unternehmen und insgesamt ca. 2'000 Arbeitsplätzen. Die erste Etappe wurde 2003 eingeweiht. Das D4 umfasst eine Nutzfläche von 53'000 Quadratmetern und bietet Mietflächen für Einzelunternehmen, kleine und mittlere Unternehmen (KMU) sowie international tätigen Firmen an. Zusätzlich werden den Unternehmen verschiedene Dienstleistungen im Geschäftsbereich angeboten.

## Geschichte
Die Suva amtiert als Bauherrin für das Gelände. 2003 wurde die erste Etappe mit 22'500 Quadratmetern Bürofläche eingeweiht, seither ist unter anderem auch der Technopark Luzern im D4 eingemietet, der als Start-up für junge Unternehmungen dienen soll. 2001 wurde auf dem Gelände der Bahnhof Längenbold an der Bahnstrecke Zug–Luzern eingeweiht, der per Fahrplanwechsel 2004 im Zuge der Lancierung der S-Bahn Luzern und der Stadtbahn Zug in Root D4 umbenannt wurde. Für die Bauten zeigten sich die Fischer Architekten aus Zürich verantwortlich.
2011 wurde eine weitere Erweiterung des Business-Standortes in Form eines sechsgeschossigen Gebäudes angekündigt, das eine abschliessende Funktion am Kopfende des Quartiers haben soll. Mit dem Bau wurde 2017 begonnen, 2020 wurde er fertig gestellt. Als Mieter sind die Krankenkasse CSS und Adidas vorgesehen.
Nebst den Büros auch diverse Freizeiteinrichtungen wie die Kletterhalle Pilatus Indoor, ein Fitness-Center und ein Massage- und Physio-Studio im D4 einquartiert. In den benachbarten Gebäuden im Längenbold und im Oberfeld sind zahlreiche Detailhandelsgeschäfte und Discounter zu finden.

## Verkehrsanbindung
Das Quartier Root D4 ist mit der gleichnamigen S-Bahn-Haltestelle direkt ans Schweizerische Eisenbahnnetz angeschlossen. Die Züge der Linie S1 der Stadtbahn Zug von Baar über Zug nach Luzern halten im Halbstundentakt. Zudem wird das Quartier von der Linie 23 der Verkehrsbetriebe Luzern und der Linie 29 der Auto AG Schwyz mit den Bushaltestellen Root D4, Bahnhof und Root D4, Oberfeld erschlossen. Die beiden Buslinien stellen Verbindungen nach Ebikon, Dierikon, dem Rooter Zentrum und Gisikon beziehungsweise Udligenswil und Küssnacht am Rigi her.